# Prajakta Sawant

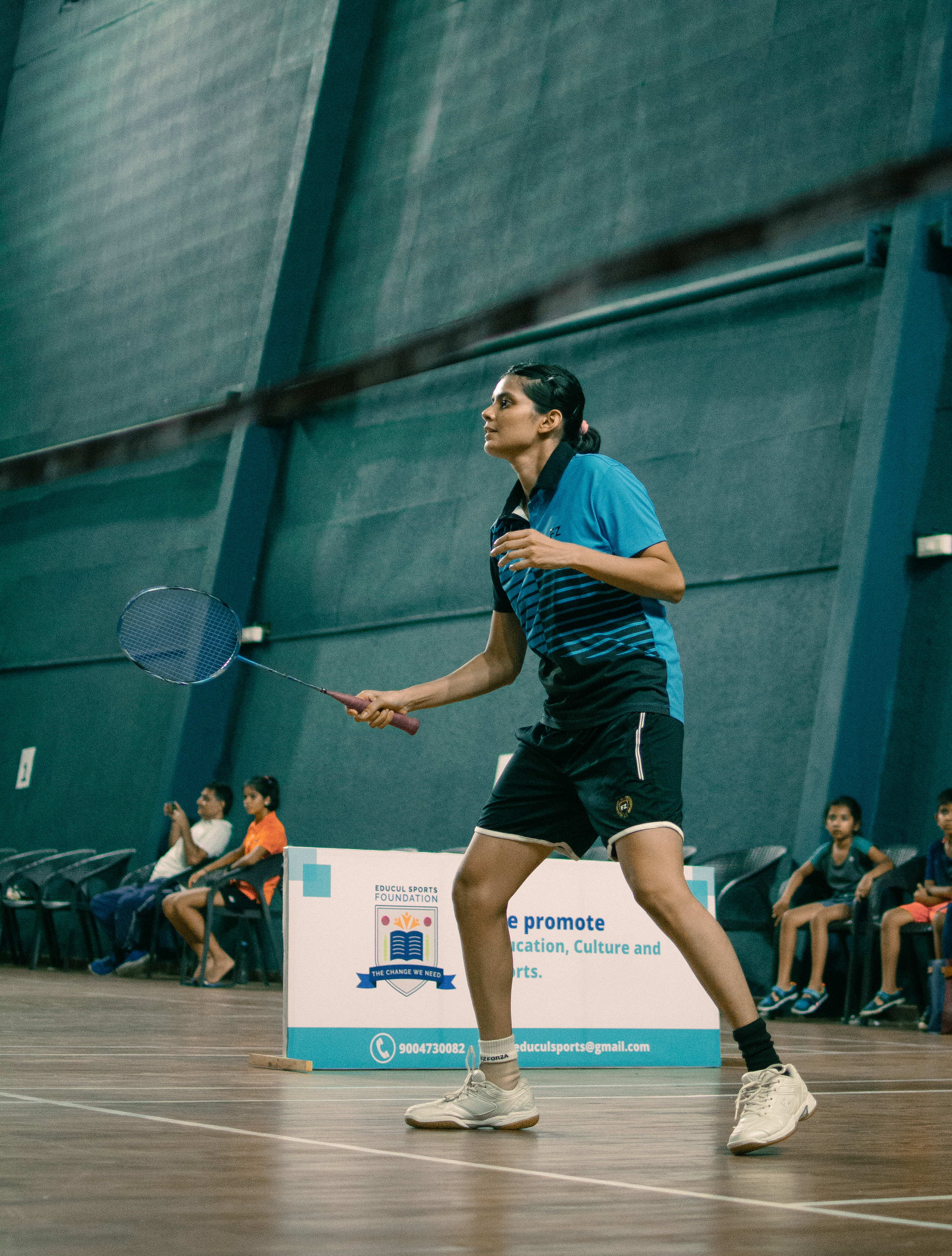
Prajakta Sawant

Prajakta Sawant (* 28. Oktober 1992 in Mumbai) ist eine indische Badmintonspielerin. 

## Karriere
Prajakta Sawant machte im großen Stil erstmals 2010 auf sich aufmerksam. In diesem Jahr gewann sie bei den indischen Meisterschaften sowohl den Titel im Damendoppel als auch den Titel im Mixed. In beiden Disziplinen qualifizierte sie sich somit für die Asienmeisterschaft 2010, schied dort jedoch jeweils in Runde eins aus. 2017 siegte sie bei den Egypt International.

## Sportliche Erfolge
| Saison | Veranstaltung                 | Disziplin   | Platz | Name                            |
| ------ | ----------------------------- | ----------- | ----- | ------------------------------- |
| 2010   | Indien: Einzelmeisterschaften | Damendoppel | 1     | Aparna Balan / Prajakta Sawant  |
| 2010   | Indien: Einzelmeisterschaften | Mixed       | 1     | Pranav Chopra / Prajakta Sawant |